# سليمان الحلبي (مسلسل)
سليمان الحلبي مسلسل من إنتاج تلفزيون دبي عام 1976، كتب النص محفوظ عبد الرحمن وأخرجه عباس أرناؤوط وقام بأدواره الرئيسية أحمد مرعي  وأحمد خليل ورشوان توفيق ومختار أمين. عدد حلقات المسلسل كانت 15 حلقة ومدة الحلقة 50 دقيقة. عرض العمل في تلفزيون دبي ومعظم القنوات الرسمية العربية في ذلك الوقت.

## قصة العمل
قصة تاريخية واقعية ولكن حين كتبها محفوظ عبد الرحمن لم يجد الكثير من المراجع، فأبقى على الأحداث الأساسية وكتب الباقي من نسج خياله. تدور أحداثها بين حلب والقاهرة حتى انتقل سليمان الحلبي من مدينته حلب لنجدة أقرانه في مصر الذين عاش بينهم أثناء دراسته في الأزهر من نير الاستعمار الفرنسي، فساعده مجموعة من زملائه من غزة وانتقلوا معه إلى القاهرة ليدخلوها متخفين كتجار، وهناك تم التخطيط لأن يقوم سليمان الحلبي باغتيال الجنرال كليبر ساري عسكر مصر وقائد الحملة الفرنسية بعد انسحاب نابليون. وقد وجد سليمان وأقرانه أن هذا أفضل الحلول، فكون سليمان من خارج مصر لن يقوم الفرنسيون بالانتقام من الشعب المصري. وهكذا كان. تنكر الحلبي بملابس رجل فقير واختبأ في حديقة بيت الجنرال بالأزبكية حتى حانت الفرصة وتمكن من قتل الجنرال طعنا بالسكين أربع مرات. أعدم الفرنسيون سليمان الحلبي وأقرانه الغزيين.